# Cory w Białym Domu
Cory w Białym Domu (ang. Cory in the House) – amerykański serial komediowy nadawany przez telewizję Disney Channel. Jest bezpośrednią kontynuacją innego disneyowskiego serialu komediowego Świat Raven, tylko że tu główną postacią jest Cory, młodszy brat Raven, który wraz z ojcem przeprowadził się do Waszyngtonu. Raven wyjechała na studia projektanckie (od zawsze chciała zostać projektantką mody). Tanya już pod koniec 3 sezonu wyjechała na studia prawnicze do Londynu. Premiera w Polsce odbyła się 13 kwietnia 2007 roku. Na początku roku 2013 zapadła decyzja o ponownej emisji serialu od marca.

## Fabuła
Prezydent Stanów Zjednoczonych decyduje się na wynajęcie szefa kuchni. Wybór pada na Victora Baxtera, który przyjmuje propozycję i wyjeżdża z synem Corym do Waszyngtonu (obaj bohaterowie znani są z serialu komediowego „Świat Raven”). Cory poznaje tam różne osobistości: samolubną, ośmioletnią córkę prezydenta, jego wredną sekretarkę, Samanthę – doradczynię prezydenta, Menne Pakore, córkę ambasadora Middle East, Newt’a Livingstona syna senatora oraz oczywiście samego prezydenta.

## Bohaterowie pierwszoplanowi
- Cory Baxter – szesnastolatek, wraz z ojcem Victorem przeprowadził się z San Francisco, gdzie mieszkał, do Białego Domu w Waszyngtonie, ponieważ Victor – jego ojciec – objął posadę prezydenckiego kucharza. W przyszłości zamierza być biznesmenem i zarabiać duże pieniądze, więc stwierdza, że ma dobry dostęp i zacznie już teraz. Zaczyna od propozycji lalek z kiwającymi się głowami – miniaturkami prezydenta. Jednak wszystkie jego pomysły kończą się wielkimi problemami. Razem z Meeną i Newtonem założył zespół rockowy DC3, gdzie jest perkusistą. Podkochuje się w Meenie.
- Newton „Newt” Livingston IV – syn senatora, przyjaźni się z Corym i Meeną, razem chodzą do szkoły. Razem w trójkę założyli zespół DC3, gdzie gra na gitarze. Zostaje przewodniczącym szkoły, ponieważ – jak się okazuje – jest „stworzony, aby rządzić”. Na początku swojej kariery zamierza urządzić kącik luzu, który przez dyrektorkę – dopóki nie miała wypadku i nie potrzebowała odprężenia – był traktowany sceptycznie. Nie wykazuje zbyt wielkiej inteligencji, ale za to jest zabawny.
- Meena Paroom – córka ambasadora z Bahawii, przyjaciółka Cory’ego i Newta. Meena podoba się Coremu, lecz ona traktuje go jako przyjaciela. W ich zespole – DC3 jest wokalistką.
- Sophie Martinez – córka Prezydenta Richarda. Z pozoru miła, ale jest władcza, nie lubi, jak się jej odmawia, ciągle „lata” za trójką przyjaciół (Corym, Newtem i Meeną). Nazywana jest „Aniołkiem Ameryki”.
- Richard Martinez – prezydent Stanów Zjednoczonych Ameryki.
- Victor Baxter – szef kuchni w Białym Domu. Bardzo lubi Sophie – córkę prezydenta. Wie, jakie skłonności do biznesu ma jego syn, więc stale musi być czujny. W czasach młodości był cheerleaderem.
- Samantha Samuels – doradczyni prezydenta Richarda. Nie lubi dzieci, a w szczególności Cory’ego, Meeny i Newta. Często jest ofiarą psikusów tworzonych przez trójkę przyjaciół. Uważa, że ma niedoceniony talent do udawania odgłosów ptaków. To ona jest tą, która sprowadza prezydenta na ziemię, gdy ten buja w obłokach.
- Jason Stickler – jedno z bogatszych dzieci w szkole, do której uczęszcza Cory. Nie cierpi Cory’ego, ciągle go wyśmiewa i robi z niego pośmiewisko. Jest synem szefa CIA – „największego agenta na świecie”. Wykorzystuje przyrządy ojca, aby wciąż śledzić trójkę przyjaciół. Robi to, żeby dopilnować Cory’ego, który także zakochał się w Meenie.

## Bohaterowie drugoplanowi
- Ambasador Raum Paroom (Marcelo Tubert) – ambasador z Bahawii, ojciec Meeny. Jest przywiązany do tradycji Bahawii. Ciągle pilnuje córki, aby pilnie strzegła tradycji swojego ojczystego kraju. Jest zszokowany, gdy dowiaduje się o zespole rockowym córki, jednak potem uświadamia sobie, że Meena naprawdę chce śpiewać i akceptuje to.
- Candy Smiles (Jordan Puryear) – najpiękniejsza dziewczyna w szkole, do której uczęszcza Cory, jest cheerleaderką. Była przewodniczącą szkoły. Zakochała się w Corym, który wykorzystał to, aby wzbudzić zazdrość w Meenie.
- Craig Burkowitz (Jarron Vosburg) – kapitan szkolnej drużyny polo, jest zakochany w Meenie.
- Mrs. Flowers (Lori Alan) – nauczycielka Sophie.

## Obsada
- Kyle Massey jako Cory Baxter
- Jason Dolley jako Newton „Newt” Livingston IV
- Maiara Walsh jako Meena Paroom
- Madison Pettis jako Sophie Martinez
- John D’Aquino jako Richard Martinez
- Rondell Sheridan jako Victor Baxter
- Lisa Arch jako Samantha Samuels
- Jake Thomas jako Jason Stickler

## Wersja polska
Wersja polska na zlecenie Disney Channel – Start International Polska
Tekst polski: Magdalena Wybieralska

Czytał: Marek Lelek

## Przegląd sezonów
| Seria | Seria | Odcinki    | Odcinki   | Pierwsza emisja   | Pierwsza emisja  | Pierwsza emisja  | Pierwsza emisja |
| Seria | Seria | USA        | Polska    | Premiera          | Finał            | Premiera         | Finał           |
| --- | ----- | ---------- | --------- | ----------------- | ---------------- | ---------------- | --------------- |
| | 1     | 1–21 (21)  | 1–21 (21) | 12 stycznia 2007  | 21 września 2007 | 13 kwietnia 2007 | 2007 / 2008     |
| | 2     | 22–34 (13) | 22–28 (7) | 17 listopada 2007 | 12 września 2008 | 23 czerwca 2009  | nieemitowany[A] |
| - A^ Ostatnim wyemitowanym 17 sierpnia 2009 roku odcinkiem był odcinek 28. Pozostałe sześć odcinków (29-34) nie zostały nigdy wyemitowane. |       |            |           |                   |                  |                  |                 |

## Lista odcinków

### Sezon 1 (2007)
| Nr | Tytuł                                | Reżyseria          | Scenariusz                             | Premiera         |
| -- | ------------------------------------ | ------------------ | -------------------------------------- | ---------------- |
| 1  | The New Kid in Town                  | Rich Correll       | Dennis Rinsler Marc Warren             | 12 stycznia 2007 |
| 2  | Ain’t Miss Bahavian                  | Rich Correll       | Marc Warren                            | 19 stycznia 2007 |
| 3  | Everybody Loves Meena                | Rich Correll       | Michael Carrington                     | 26 stycznia 2007 |
| 4  | We Built This Kitty on Rock ‘n’ Roll | David Kendall      | Theresa Akana Stacee Comage            | 2 lutego 2007    |
| 5  | Rock the Vote                        | Rich Correll       | Edward C. Evans                        | 9 lutego 2007    |
| 6  | Napper’s Delight                     | Eric Dean Seaton   | Michael Feldman                        | 16 lutego 2007   |
| 7  | Smells Like School Spirit            | Eric Dean Seaton   | Josh Silverstein                       | 23 lutego 2007   |
| 8  | Just Desserts                        | Eric Dean Seaton   | Dennis Rinsler                         | 2 marca 2007     |
| 9  | Bahavian Idol                        | Rich Correll       | Marc Warren                            | 9 marca 2007     |
| 10 | Beat the Press                       | Eric Dean Seaton   | Dennis Rinsler                         | 23 marca 2007    |
| 11 | Mall of Confusion                    | Rich Correll       | Josh Lynn Danny Warren                 | 13 kwietnia 2007 |
| 12 | Get Smarter                          | Rondell Sheridan   | Sarah Jane Cunningham Suzie V. Freeman | 11 maja 2007     |
| 13 | And the Weenie Is...                 | Roger Christiansen | Michael Feldman                        | 18 maja 2007     |
| 14 | No, No, Nanoosh                      | Rich Correll       | Michael Carrington Al Sonja L. Rice    | 16 czerwca 2007  |
| 15 | Air Force One Too Many               | Eric Dean Seaton   | Al Sonja L. Rice                       | 30 czerwca 2007  |
| 16 | That’s So in the House               | Rich Correll       | Michael Carrington                     | 8 lipca 2007     |
| 17 | Gone Wishin                          | Carl Lauten        | Theresa Akana Stacee Comage            | 13 lipca 2007    |
| 18 | I Ain’t Got Rhythm                   | Rich Correll       | Beth Seriff Geoff Tarson               | 29 lipca 2007    |
| 19 | The Kung Fu Kats Kid                 | Rondell Sheridan   | Edward C. Evans                        | 4 sierpnia 2007  |
| 20 | A Rat by Any Other Name              | Marc Warren        | Josh Lynn Danny Warren                 | 11 sierpnia 2007 |
| 21 | Never the Dwayne Shall Meet          | Rondell Sheridan   | Lanny Horn                             | 21 września 2007 |

### Sezon 2 (2007-2008)
| Nr | Tytuł                         | Reżyseria        | Scenariusz                             | Premiera          | Premiera w Polsce |
| -- | ----------------------------- | ---------------- | -------------------------------------- | ----------------- | ----------------- |
| 22 | The Presidential Seal         | Eric Dean Seaton | Al Sonja L. Rice                       | 17 listopada 2007 | 23 czerwca 2009   |
| 23 | Through the Roof              | Rondell Sheridan | Marc Warren                            | 1 grudnia 2007    | 26 czerwca 2009   |
| 24 | Monster’s Ball                | Eric Dean Seaton | Dennis Rinsler                         | 8 grudnia 2007    | 3 lipca 2009      |
| 25 | Lip Service                   | Marc Warren      | Michael Carrington                     | 19 stycznia 2008  | 10 lipca 2009     |
| 26 | Who Let the Dolls Out         | Eric Dean Seaton | Michael Feldman                        | 16 lutego 2008    | 15 lipca 2009     |
| 27 | We Don’t Have Chemistry       | Mark Cendrowski  | Beth Seriff Geoff Tarson               | 15 marca 2008     | 3 sierpnia 2009   |
| 28 | Uninvited Pest                | Eric Dean Seaton | Danny Warren                           | 19 kwietnia 2008  | 17 sierpnia 2009  |
| 29 | Making the Braid              | Carl Lauten      | Edward C. Evans                        | 31 maja 2008      | nieemitowany      |
| 30 | Model Behavior                | David Kendall    | Theresa Akana Stacee Comage            | 14 czerwca 2008   | nieemitowany      |
| 31 | Sittin’ Pretty                | Rondell Sheridan | Lanny Horn                             | 5 lipca 2008      | nieemitowany      |
| 32 | Macho Libre                   | Mark Cendrowski  | Jessica Lopez                          | 12 lipca 2008     | nieemitowany      |
| 33 | Peace, Love, Misunderstanding | Mark Cendrowski  | Sarah Jane Cunningham Suzie V. Freeman | 30 sierpnia 2008  | nieemitowany      |
| 34 | Mad Songs Pay So Much         | Rich Correll     | Marc Warren                            | 21 września 2008  | nieemitowany      |